# Australia House

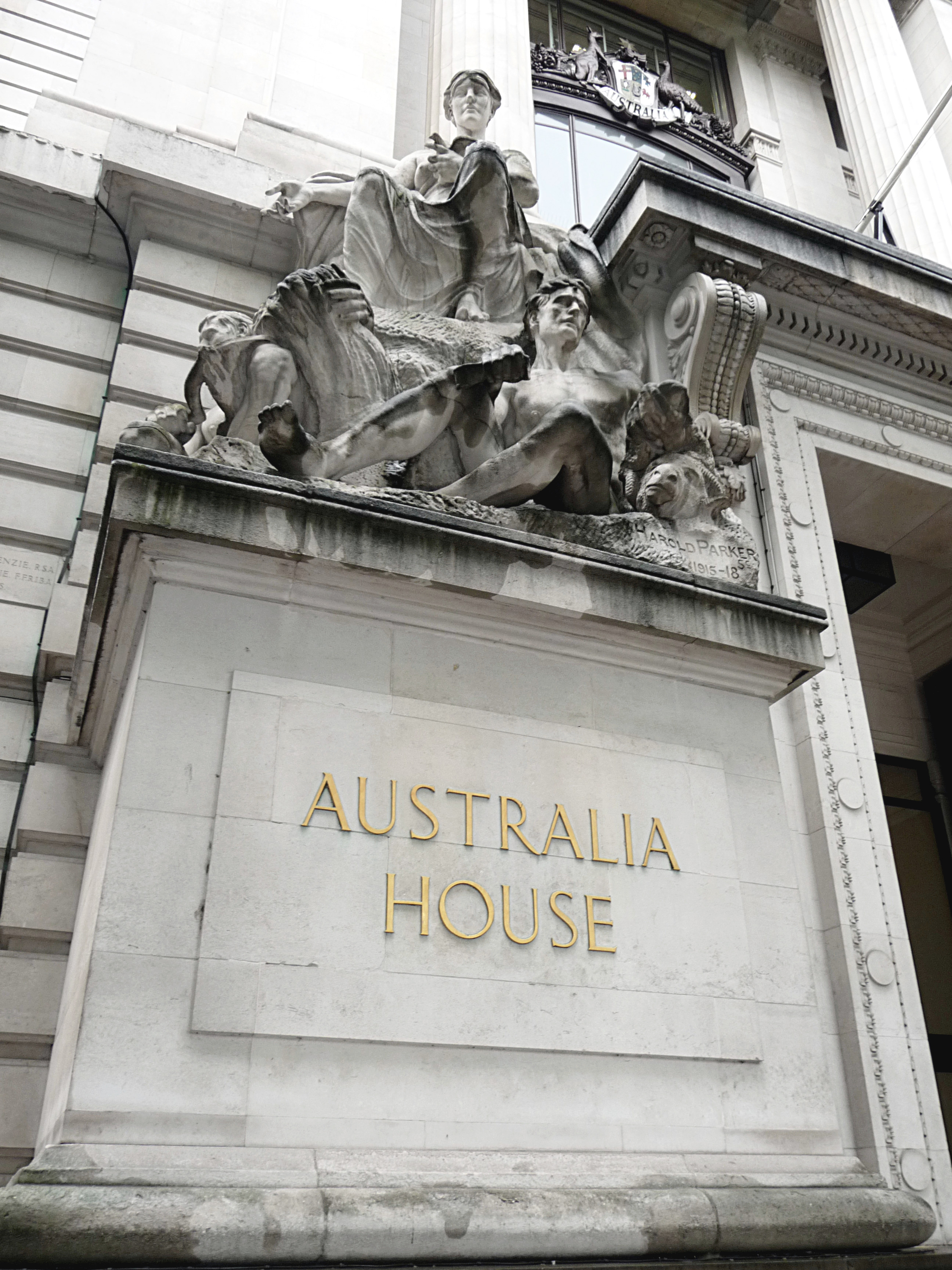
Australia House, Australiens ambassad i London.

Australia House är den byggnad där man finner Australiens ambassad och konsulat i London. Ambassaden i London öppnade år 1918 och är Australiens äldsta.
Byggnaden, som ritades av de skotska arkitekterna A. Marshal Mackenzie and Son, byggdes med material från Australien. Grunden är av trakyt och fasaden av portlandsten. Flera olika typer av marmor har använts till inredningen liksom träsorter från samtliga stater i Australien.
Kung 
George V lade första stenen den 24 juli 1913. Byggnadsarbetet fördröjdes av första världskriget, men år 1916 kunde ambassadören och en del av personalen flytta in i provisoriska lokaler. Den 3 augusti 1918 invigdes byggnaden av kung Georg V. Ambassaden är kulturskyddad.
Byggnaden ligger på gatan Strand och har blivit känd världen över för att dess exteriör använts i tv-serien Spooks och dess interiör som Gringotts bank i filmen Harry Potter och de vises sten.